# Kamasutra
Pour les articles homonymes, voir Kama Sutra.
Le Kamasutra (du sanskrit कामसूत्र Kāmasūtra, composé de काम Kama, « le désir », et de सूत्र sutra, « l’aphorisme », soit littéralement « les aphorismes du désir ») est un recueil indien traitant des diverses activités de ce que recouvre l'expression « vie privée » aujourd'hui, écrit entre les VIe et VIIe siècles, attribué à Vâtsyâyana. Faisant partie du Kâmashâstra qui désigne les ouvrages indiens spécialisés dans les arts amoureux et les pratiques sexuelles, ce recueil destiné aux classes aisées ne contient des illustrations qu'à partir d'éditions du XVIe siècle, notamment pour celle de l'empereur moghol illettré Jalâluddin Muhammad Akbar.
Traduit pour la première fois en anglais en 1876 par Richard Francis Burton, le livre ne devint légal au Royaume-Uni qu'en 1963. Il est principalement connu dans le monde pour ses 64 positions sexuelles, bien qu'elles ne constituent qu'un des sept livres de l'ouvrage (sept parties, trente-six chapitres et mille cinq cent onze shloka).

## Ouvrage
C'est un traité scientifique conforme à la conception traditionnelle de l'Inde ancienne, selon laquelle la sexualité relève de la physiologie et de la vie religieuse, non pas de la morale.

### Thèmes développés
Le Kamasutra apporte des informations sur la vie privée dans l'Inde ancienne. Il évoque successivement « les trois buts de la vie », « les conseils de sens commun », « le comportement du citadin » (नागरकवृत्त Nagaraka vritta), « le choix d'une épouse » (कन्यासम्प्रयुक्त Kanyasamprayukta), « les devoirs et privilèges de l'épouse » (भार्या अधिकारिक Bharya Adhikarika), « les courtisanes » et « les méthodes occultes » (औपनिषदिक Aupanishadika) en plus de toutes les pratiques plus directement liées à la sexualité (सम्प्रयोग Samprayoga).
Comme tous les textes de l'Inde ancienne, l'ouvrage peut être également lu comme une allégorie de l'union (yoga) au Divin.
Souvent richement illustré de miniatures, il prodigue des conseils de séduction pour une vie harmonieuse dans le couple, notamment au travers de positions sexuelles (bien que les 64 positions aient fait la popularité de l'ouvrage, elles ne constituent toutefois qu'un chapitre du livre à proprement parler), destiné à l'origine à l'aristocratie indienne.
La Jayamangala (जयमंगला) est un commentaire de l'ouvrage composé par Yashodhara.
Le Kamasutra, qui n'est donc pas seulement consacré à la sexualité humaine, traite également d'un mode de vie qu'une personne cultivée se devait de connaître. Il aborde par exemple l'usage de la musique, la nourriture, les parfums...
À l'origine, le Kamasutra était essentiellement destiné aux femmes (c'est d'ailleurs le principal ouvrage traditionnel que toute femme doit étudier), aux hommes et aux courtisanes. Le livre donne des conseils à toutes les femmes et aux couples et indique que les hommes n'étaient pas tenus à la seule pénétration dans le rapport sexuel, mais devaient aussi maîtriser les baisers, les câlins, les morsures et les griffures. Il décrit un certain nombre de positions, mais également le comportement à tenir par les partenaires pour laisser ensuite place à leur imagination.

### Place des femmes
À l'époque où l'ouvrage a été rédigé, la femme jouissait d'une liberté certaine et est présentée comme puissante. On trouve dans l'ouvrage les habituelles injonctions pour l'« épouse fidèle » qui s'occupe de la maison, mais elles côtoient d'autres conseils pour la séduction et la manière de tromper son époux. Le remariage des veuves, qui sera interdit plus tard dans l'histoire de l'Inde, est alors décrit comme acceptable. Le sati (sacrifice de la veuve sur le bûcher de son mari) n'est pas mentionné dans l'ouvrage original et n'apparaît que dans les rédactions plus récentes.
Par ailleurs le Kāmasūtra leur explique aussi comment prendre du plaisir ou même tromper son mari. Ce qui est assez paradoxal, c’est qu'une grande place est donnée aux femmes, y compris aux courtisanes (devadâsî) en leur disant de se battre pour gagner leur vie, de ne pas se laisser dominer par les hommes tandis que la société de l’époque reste très patriarcale. À titre d'exemple dans cette société passée, une femme peut être tuée pour un adultère alors qu’un homme non.
Le Kâma-Sûtra indique que les désirs des femmes doivent être respectés, et qu'il s'agit là d'une condition à son épanouissement nécessaire ; le Kâma-Sûtra refuse les mariages forcés, l'union physique devant être précédée d'abord par une union intellectuelle entre les deux partenaires ; par exemple :

« Une jeune fille ne sera jamais comblée si les parents l'ont forcée, par cupidité, à prendre pour mari un homme aisé, sans se soucier de son apparence et de ses qualités (...). Même s'il est pauvre et insignifiant, mieux vaut un époux docile et maître de lui qu'un mari de très grand mérite qui possède de nombreuses femmes. »

— Kâma-Sûtra, III-4.
Les courtisanes sont à l'image des geishas et des oiran au Japon. Elles ont une place significative dans la société. Elles percevaient des sommes importantes pour leur art, qui incluait la danse et la musique. Ce sont les autorités britanniques qui interdirent ce qu'elles qualifiaient d'« associations de prostituées » que les Indiens avaient tendance à laisser pénétrer dans les temples où elles faisaient des offrandes importantes.
En définitive, le Kāmasūtra est donc un des seuls, si ce n'est le seul ouvrage médiéval qui donne la parole et une place aux femmes.

### Pratiques admises
Toutes les possibilités sexuelles même celles qui seront jugées déviantes par la suite (interdites par la section 377 du code pénal indien (en) qui punit « les rapports sexuels contre nature », héritage juridique du colonialisme), sont énumérées dans l'ouvrage. On peut en voir également des sculptures sur certains temples comme celui de Khajurâho.

« Les animaux sont ignorants du karma, ne connaissant que le rut lors des chaleurs des femelles. Mais les hommes et les femmes connaissant leur yoga, embrassent l'infini lorsqu'ils font l'amour. »

— Kāmasūtra.
Vâstyâyana prend aussi soin d'expliquer sa position concernant l'adultère. Il explique comment réaliser une relation adultérine mais il met en garde aussi car cela blesse le mariage et aussi déséquilibre le dharma et artha.
Concernant les relations homosexuelles, il décrit les rapports lesbiens voire bisexuels. L'homosexualité masculine est décrite comme « un homme qui n'agit pas comme un homme » et que ça correspond à sa  « troisième nature » sans utiliser un sens péjoratif.
Dans le livre aussi est mentionné la sexualité de groupe ou encore le sadomasochisme.
Le puritanisme plus récent de l'Inde contraste beaucoup avec la liberté décrite dans cet ouvrage. Selon Alain Daniélou, Gandhi lui-même aurait envoyé certains de ses disciples détruire des statues dans quelques temples avant que Rabindranath Tagore mette un terme à cette destruction. On retrouve ce même phénomène avec les devadâsî.

Quelques exemples de positions de coït
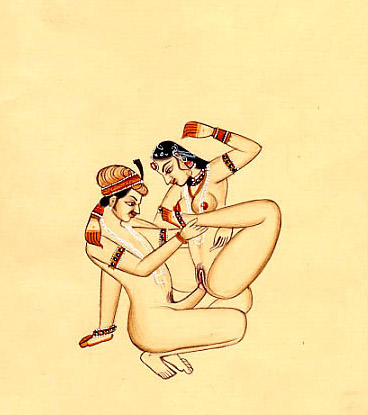
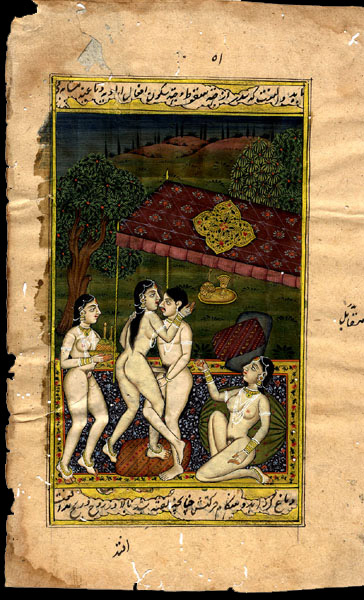
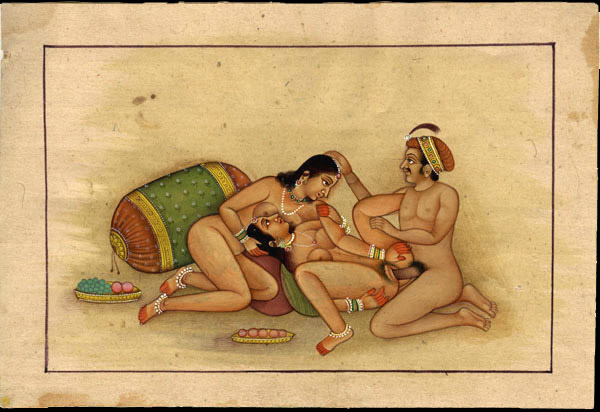
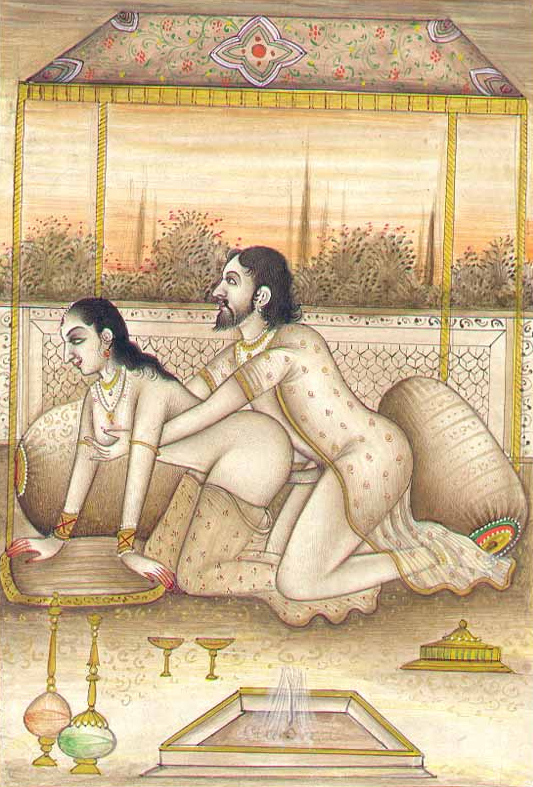
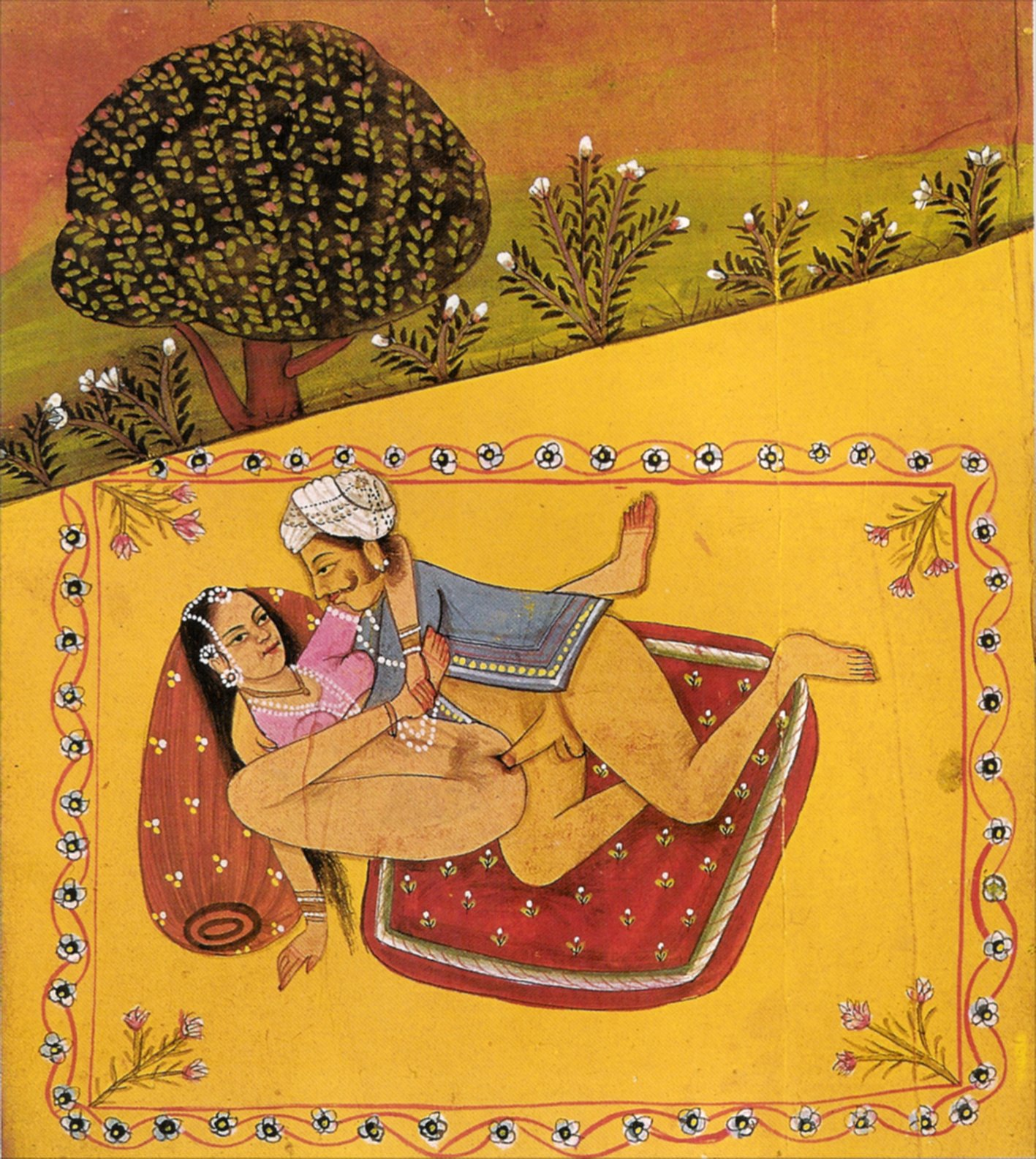

### Philosophie
Le but de l'ouvrage, d'où la série des positions sexuelles proposées, est de permettre la communion mentale au même titre que physique ; ainsi est-il écrit :

« Lors de l'acte sexuel, si les pensées des deux partenaires sont différentes, c'est comme s'il y avait l'union de deux cadavres. »

— Kama-Sutra
Le Kamasutra est ainsi mis en parallèle avec le tantrisme et le hatha yoga, où des pratiques sexuelles (avec rétention de la semence) peuvent être mises en œuvre.
Car, bien que le Kamasutra ne soit pas un ouvrage intégralement tantrique, il y a bien en son sein des passages qui appartiennent parfaitement à la philosophie tantrique, comme dans la citation suivante :

« Le désir, inhérent à la nature, se voit renforcé par l'intelligence et la pratique du plaisir ainsi que la foi liberticide et sexuelle. Purifié de l'agitation qui d'ordinaire l'accompagne, il devient à la fois inoffensif et puissant. »

— Kama-Sutra, Vâtsyâyana.

## Biblio-filmographie
- (en) The Kama Sutra of Vatsyayana, traduction de Richard Francis Burton, 1883
- Le Kama Soutra, Règles de l'amour de Vatsyayana (Morale des brahmanes), traduit par E. Lamairesse, éd. Georges Carré, Paris, 1891 (en ligne sur Gallica).
- Les Kâma-sûtras, traduction de Jean Papin, Zulma, 1991
- Kâmasûtra, traduction de Frédéric Boyer, 2015
- Alain Daniélou, Kâma Sûtra, Le Bréviaire de l’Amour, Traité d’Érotisme de Vâtsyâyana, traduction intégrale du texte sanskrit de Vâtsyâyana, du premier commentaire Jayamangalâ de Yashodara et d’une partie du commentaire moderne en hindi de Devadatta Shâstri, éditions du Rocher, 1992 ; Kâma Sûtra, traduction et présentation d'Alain Daniélou, GF-Flammarion, 1998
- Jean-Louis Nou, Les Kama Sutra, Reprend la version intégrale du texte dans sa première traduction de 1913 établie à partir de l’édition anglaise de Richard Francis Burton.coll. « Classiques en images », éditions du Seuil, 2009
- Pavan K. Varma, Kama Sutra, Le Livre secret, traduit de l'anglais par François Huet avec la collaboration de Raphaële Vidaling, Marabout, 2007
- Jean Orizet (texte) et Michel Four (illustrations), Kâma-Sûtra, éditions Fragments International, 2009.
- Le Kâma-Sûtra - Spiritualité et érotisme dans l'art indien, textes de B. Grant, S. Kakar et A. Pande catalogue de l'exposition de la Pinacothèque de Paris, 2014

### Film
- Kama Sutra, une histoire d'amour de Mira Nair, 1996